# Vilardell (Terrassa)
Vilardell és un petit grup d'habitatges que conforma un dels barris de Terrassa, situat al districte 2 o de Llevant, al marge esquerre del torrent de Vilardell, tributari de la riera de les Arenes, i per sota de Torre-sana. Té una superfície de 0,04 km² i una població de 781 habitants el 2021, any en què era el barri menys poblat de la trama urbana de la ciutat després de l'Antic Poble de Sant Pere.
Està limitat al nord pel carrer de La Rioja, al sud per la carretera de Montcada, a l'est pel camí dels Monjos i a l'oest per l'avinguda de Madrid.
Depèn de la parròquia de la Mare de Déu de Montserrat, a Torre-sana. La festa major és el 16 de setembre.

## Història
El barri de Vilardell, també anomenat habitualment Polígon Vilardell, va néixer el 1978 arran de l'ocupació dels blocs de pisos per part de l'Asamblea de Trabajadores para una Vivienda Digna (ATVD), que s'hi van acabar instal·lant definitivament després d'un seguit d'accions i negociacions conflictives, que el portaren a convertir-se, en un principi, en un barri marginal. En un primer moment el polígon d'habitatges fou conegut com els pisos del Setze de Setembre, data de la primera ocupació. Darrerament s'han portat a terme actuacions per integrar la immigració en aquest barri.
De vegades és anomenat erròniament Can Vilardell, però el seu nom no prové de cap mas sinó del torrent de Vilardell, vora el qual està situat.